# Liernais
Liernais település Franciaországban, Côte-d’Or megyében. Lakosainak száma 485 fő (2022. január 1.). Liernais Thoisy-la-Berchère, Censerey, Brazey-en-Morvan, Saint-Martin-de-la-Mer, Saulieu, Sussey és Blanot községekkel határos.

## Népesség
A település népességének változása:
| Lakosok száma | 646  | 649  | 628  | 552  | 576  | 528  | 514  | 491  | 480  | 485  |
|               | 1968 | 1982 | 1990 | 2006 | 2013 | 2015 | 2017 | 2019 | 2020 | 2022 |